# Eurosymbol
Eurosymbolet eller eurotegnet (€) anvendes som valutasymbol for møntenheden euro. Symbolsk kombinerer det et E eller et græsk epsilon med de to parallelle streger, man ofte ser i valutasymboler.
Det vides ikke med sikkerhed, hvem eurosymbolet blev designet af. Nogle medier hævder, det blev skabt af tidligere designer ved EF Arthur Eisenmenger, mens andre påstår, det blev skabt af en lille gruppe ledet af Alain Billiet. Muligvis er ingen af disse forklaringer korrekte, da Den Paneuropæiske Union udsendte en '1 euro'-medalje i 1972, hvorpå man kan se et symbol, der i høj grad ligner det nuværende eurosymbol.
Eurotegnet findes på tastaturet og i standardtegnsættet på moderne pc'er, men det er så nyt, at det ikke findes i bl.a. ASCII-tegnsættet. Hvis det ikke er tilgængeligt, kan man i stedet bruge ISO-koden EUR.
Eurotegnet findes i ISO 8859-15, som dog ikke er særligt benyttet. I Unicode har eurotegnet værdien U+20AC.